# E le stelle stanno a guardare (film)
E le stelle stanno a guardare (The Stars Look Down) è un film del 1940 diretto da Carol Reed.

## Produzione
Il film, prodotto dalla Grafton Films, fu girato negli studios di Denham e in quelli della Twickenham Film. Le riprese in esterni furono effettuate in Cumbria, a Great Clifton, a St Helens Siddick Colliery e alla stazione centrale di Workington.

### Musica
La musica del film è firmata da Hans May. Per la distribuzione negli Stati Uniti, Daniele Amfitheatrof e Mario Castelnuovo-Tedesco contribuirono - anche se non accreditati - con musiche addizionali.